# 韩泽广
韩泽广，上海交通大学系统生物医学研究院常务副院长、教授，主要从事从遗传和表观遗传、细胞信号通路及代谢等方面的研究工作。担任中国抗癌协会肿瘤精准治疗专业委员会常务委员，入选中华人民共和国教育部2009年度"长江学者"特聘教授。